# Галактика «Україна». Українська діаспора: видатні постаті
Галактика «Україна». Українська діаспора: видатні постаті — книга Віталія Абліцова, енциклопедичний довідник видатних постатей українського походження або пов'язаних з Україною.

## Зміст

### 1. Наука і освіта
Вивчення Всесвіту: Бобровников Микола, Гамов Георгій, Жардецький Венчеслав, Кулик Леонід, Саган Карл, Струве Отто, Пікловський Йосип
Генетика: Добжанський Феодосій, Шмальгаузен Іван, Чаргафф Ервін
Супутникові технології зв'язку: Голоняк Нік, Харик Йосиф, Храпливий Андрій
Комп'ютерні технології. Інтернет: Бруснєцов Микола, Возняк Степан, Глушков Віктор, Карцев Михайло, Кляйнрок Леонард, Кравчук Михайло, Лебедєв Сергій, Лілієнфельд Юліус, Романків Любомир
Енциклопедія Українознавства: Кубійович Володимир, Гузар-Струк Данило, Жуковський Аркадій, Луцький Юрій
Гарвардський проект: Пріцак Омелян, Шевченко Ігор
Український Інститут Америки: Ревай Юліан
Вчені: Андрусов Микола, Бандура Альберт, Дмитро Бантиш-Каменський, Микола Бантиш-Каменський, Бах Олексій, Безредка Олександр, Бернштейн Сергій, Безікович Абрам, Будкер Герш, Бутейко Костянтин, Буяльський Ілля, Вайгль Рудольф, Ваксман Зельман, Валд Георг, Векслер Володимир, Велланський Данило, Верещагін Леонід, Вернадський Володимир, Вернадський Георгій, Виноградський Сергій, Вовк Федір, Гайсинський Моїз, Гамалея Микола, Гольдхабер Моріс, Гомберг Мозес, Горбачевський Іван, Горникевич Олег, Гоффман Роалд, Грабар Петро, Грановський Олександр, Гунчак Тарас, Гуца-Венєлін Юрій, Дрінфельд Володимир, Дрогобич-Котермак Юрій, Дюран Аріель, Есау Катерина, Йоффе Абрам, Заболотний Данило, Кендел Ерік, Капіца Петро, Капіца Сергій, Каша Михайло, Кістяківська Віра, Лисяк-Рудницький Іван, Лисянський Юрій, Лівшиць Ілля, Лотка Альфред, Лукашевич Ян, Максимович-Амбодик Нестор, Мечников Ілля, Мізес Річард фон, Міклухо-Маклай Микола, Немієр Льюіс, Новицький Василь, Остроградський Михайло, Парнас Яків, Пржевальський Микола, Примаков Генрі, Пулюй Іван, Рабі Ісидор, Рудницький Ярослав, Скліфосовський Микола, Стасів Остап, Субтельний Орест, Тарле Євген, Трахтенберг Яків, Федорук Сільвія, Фінланд Максвелл, Фрейд Зігмунд, Хавкін Володимир, Харріс Самюель, Хомський Ноам, Храпливий Зенон, Чичибабін Олексій, Шарпак Жорж, Шлемкевич Микола, Шпорлюк Роман

### 2. Економіка і бізнес
Економіка: Бунге Микола, Бьорнс Артур, Волобуєв Михайло, Гаврилишин Богдан, Кузнець Саймон, Мізес Людвіг фон, Мороз Осип, Сливоцький Андріян, Туган-Барановський Михайло, Фрідман Мілтон
Бізнесмени, винахідники: Айзенштейн Семен, Бенардос Микола, Больський Яків, Ботте Зіна, Воскобійник Олексій, Воскобійник (Дробот) Галина, Городецький Владислав, Грабовський Борис, Давідофф Зіно, Дасслер Адольф, Джус Володимир, Дібнер Берн, Калина Олександр, Кройтор Роман, Лапідус Морріс, Мацків Володимир, Мельник Юджин, Патон Євген, Петраускас Гелен, Пріцкер Джей, Рабінов Яків, Сендзімір Тадеуш, Сітроен Андре, Смакула Олександр, Тимошенко Степан, Фальц-Фейн Едуард, Фальц-Фейн Фрідріх, Фелденкрайз Моше, Хаммер Арманд, Ястремський Юліан, Яцик Петро

### 3. Космонавтика і авіація
Піонери освоєння Космосу Російська імперія, СРСР: Засядько Олександр, Кибальчич Микола, Кондратюк Юрій, Ціолковський Костянтин
Космічний проект: конструктори, космонавти, астронавти: Глушко Валентин, Корольов Сергій, Челомей Володимир, Янгель Михайло
США: Богачевський Ігор, Гнатюк Богдан, Костюк Теодор, Яримович Михайло
Космонавти (СРСР, Російська Федерація): Попович Павло
Астронавти (США Канада): Бобко Керол, Бондар Роберта, Мельник Брюс, Рєзнік Джудіт, Стефанишин-Пайпер Хайді
Авіація: конструктори, пілоти: Арцеулов Костянтин, Григорович Дмитро, Калінін Костянтин, Лозино-Лозинський Гліб, Люлька Архип, Можайський Олександр, Рубинський Іван, Сікорський Ігор

### 4. Військова справа
Атомно-водневий проект США: Браун Герберт, Брейт Грегорі, Кістяківський Юрій, Рабі Ісидор, Улам Станіслав
Атомно-водневий проект СРСР: Александров Анатолій, Духов Микола, Іваненко Дмитро, Йоффе Абрам, Ландау Лев, Тамм Ігор, Френкель Яків, Харитон Юлій
Проект ПРО (протиракетна оборона)
СРСР: Кисунько Григорій, Леонтович Михайло
США: Гінцтон Едвард
Проект «Атомний підводний флот»
США: Гнатюк Богдан, Шишка Степан
СРСР: Деленс Павло, Доллежаль Микола
Герої, маршали, генерали, адмірали
СРСР, Росія: Балуєвський Юрій, Батицький Павло, Ванников Борис, Горшков Сергій, Єременко Андрій, Кішка Петро, Кожедуб Іван, Костенецький Василь, Малиновський Родіон, Москаленко Кирило, Сергеєв Ігор
США: Бепко III Джон, Гринишин Дональд, Кравців Микола, Стренк Михайло, Турчин Іван, Яскілка Самійло
Канада: Андруник Степан, Коновал Пилип, Попович Ісидор, Романів Йосип
Польща: Безручко Марко
Франція: Дмитрук Петро, Мельник Костянтин, Порик Василь
Австрія: Кульчицький Юрій

### 5. Політика
Вихідці з України в політиці та урядових структурах Російської імперії та СРСР: Безбородько Олександр, Бунге Микола, Кочубей Віктор, Примаков Євген, Прокопович Феофан, Родзянко Михайло, Розумовський Андрій, Розумовський Кирило, Розумовський Олексій, Розумовський Олексій (молодший), Терещенко Михайло, Шульгін Василь
Вихідці з України та їхні нащадки у політиці та державному житті США: Бачинський Юліан, Бек Мері, Боніор Девід, Волянський Іван, Воскобійник Михайло, Гамота Георгій, Гончаренко Агапій, Добрянська Павлина, Ліберман Йосип, Попадюк Роман, Спектер Арлен, Ступак Барт, Терпелюк Петро, Футей Богдан
Вихідці з України у політиці та державному житті Канади: Андре Харві, Андрійчук Рейнелл, Волохатюк Василь, Гнатишин Роман, Дікур Іван, Дікур Лаврентій, Саварин Петро, Співак Міра, Старчевський Михайло, Юзик Павло
Канадський інститут українських студій (КІУС): Кравченко Богдан
Вихідці з України в політиці та державному житті Німеччини: Євпраксія, Осадчук Богдан
Вихідці з України в політиці та державному житті Польщі: Лещинський Станіслв, Тишкевич Михайло
Вихідці з України в політиці та державному житті Австро-Угорщини (та держав — її правонаступників): Горбачевський Іван, Домбровський Ярослав
Вихідці з України в політиці та державному житті Ізраїлю Президенти Ізраїлю: Бен-Цві Іцхак, Кацір Ефраїм
Прем'єр-міністри Ізраїлю: Леві Ешкол, Меїр Голда, Рабин Іцхак, Шаретт Мойше
Відомі політики: Нудельман Михайло, Щаранський Натан
Відомі діячі: Баал Шем Тов, Бубер Мартін, Візенталь Шимон, Жаботинський Володимир, Рутенберг Петро
Вихідці з України у Франції: Анна Ярославна, Береговуа П'єр
Вихідці з України у Великій Британії та британці в українському політичному житті: Говард Джон, Терлецькі Стефан
Вихідці з України та іноземці, діяльність яких пов'язана з Україною: Бертрен Луї, Верещинський Йосип, Вишиваний Василь, Десницька Катерина, Лернер Жейме, Лісовська Настя

### 6. Культура
Кіно, театр
Володарі «Оскарів»: Бабенко Гектор, Бернстайн Леонард, Бернстайн Елмер, Бондарчук Сергій, Бріннер Юл, Вуд Наталі, Дзундза Джордж, Дуглас Кірк, Дуглас Майкл, Калюта Вілен, Корьюс Міліца, Меттау Вальтер, Майлстоун Льюїс, Муні Пауль, Пеленс Джек, Селзнік Давід, Спілберг Стівен, Хоффман Дастін, Тьомкін Дмитро
Номінанти «Оскарів»: Адамс Нік, Бергнер Елізабет, Дмитрик Едвард, Перельман Вадим
Артисти: Бистрицька Еліна, Броневой Леонід, Владі Марина, Глузський Михайло, Горська Тамара, Губенко Микола, Демонжо Мілен, Ді Сандра, Дітко Стів, Духовни Давід, Йовович Мілла, Каплер Олексій, Кей Денні, Кобленко Вікторія, Козінцев Григорій, Корот Алла, Кріcфалузі Джон, Кузик Мімі, Куніс Міла, Літвак Анатоль, Монгомері Джордж, Мордюкова Нонна, Назимова Алла, Німий Леонард, Олійник Лариса, Оссейн Робер, Петренко Олексій, Стен Анна, Тарасова Алла, Тарковський Андрій, Тітла Володимир
Балет, мистецтво танцю: Авраменко Василь, Лифар Серж, Моисеев Ігор, Ніжинський Вацлав
Живопис, скульптура, архітектура: Андрієнко Михайло, Архипенко Олександр, Башкирцева Марія, Бурлюк Давид, Вирста Темистокль, Ворхол Енді, Гніздовський Яків, Грищенко Олекса, Кассандр, Кеслер Фрідріх, Козак Едвард, Крук Григорій, Курилик Вільям, Малевич Казимір, Мол Лео, Никифор, Невельсон Луїза, Паращук Михайло, Розенберг Андреас, Станіславський Ян, Татлін Володимир, Хмелюк Василь, Чоріс Луїс
Музика: Гершвін Джодж, Горовиць Володимир, Гулегіна Марія, Дунаєвський Ісаак, Звіліч Елен, Зембріх Марселіна, Козловський Іван, Крушельницька Соломія, Ліз Бенжамін, Люба, Нейгауз Генріх, Плішка Павло, Стравінський Ігор, Штерн Ісаак, Квітка Цісик

### 7. Література і журналістика
Література: Аверченко Аркадій, Агнон Шмуель, Айхенвальд Юлій, Алданов Марк, Анстей Ольга, Ахматова Анна, Бабель Ісак, Байков Микола, Бальмонт Костянтин, Башкирцева Марія, Бертрен Луї, Беллоу Сол, Біск Олександр, Боске Ален, Булгаков Михайло, Бунін Іван, Бялик Хаїм, Вовк Віра, Волков Борис, Галич Олександр, Гаршин Всеволод, Герберт Збігнєв, Гінсберг Аллен, Горенштейн Фрідріх, Гребінка Євген, Гриценко Віктор, Грінберг Урі-Цві, Гроссман Василь, Дікк Арнольд, Дон Амінадо, Еренбург Ілля, Єрошенко Василь, Запольська Габріеля, Затуренська Марія, Захер-Мазох Леопольд, Зінгер Іцхак, Зойфер Юра, Зуєвський Олег, Івашкевич Ярослав, Ільф Ілля, Катаєв Валентин, Кауфман Белл, Киріяк Ілля, Кляйн Абрахам, Конопницька Марія, Конрад Джозеф, Копелев Лев, Корман Сід, Короленко Володимир, Косташ Мирна, Кравчинський Сергій, Кузнецов Анатолій, Ланге Тор Неве, Левчин Максиміліан, Лем Станіслав, Лец Єжи, Ліспектор Клариса, Маланюк Євген, Мережковський Дмитро, Неміровські Ірен, Некрасов Віктор, Некрасов Микола, Ніва Жорж, Норт Джозеф, Павлишин Марк, Панич Морріс, Пастернак Борис, Пелей Грейс, Петров Євген, Печорін Володимир, Раффалович Джордж, Реццорі Грегор, Рот Йозеф, Русин Павло, Саррот Наталі, Скрипух-Форчук Марша, Словацький Юліуш, Солженіцин Олександр, Стафф Леопольд, Тарнавський Юрій, Терапіано Юрій, Целан Пауль, Чехов Антон, Чорний Саша, Чижевський Дмитро, Шевельов Юрій, Шолом-Алейхем, Шолохов Олександр, Шульц Бруно, Штогрин Дмитро, Щербаненко Джорджо
Журналістика: Аспер Ізраїль, Бах Давид, Віджі, Григорович Андрій, Калб Марвін, Куропас Мирон, Максвелл Роберт, Малярек Віктор, Онацький Євген, Палей Вільям, Ройко Майк, Собран Йосип, Требек Алекс, Холл Монті

### 8. Спорт
Бабчук Антон, Балтача Олена, Баюл Оксана, Богатирчук Федір, Гороховська Софія, Грецькі Вейн, Жаботинський Леонід, Каневський Віктор, Коен Саша, Крайзельбург Ленні, Куц Володимир, Латиніна Лариса, Петренко Віктор, Піддубний Іван, Пресс Ірина, Пресс Тамара, Скоцень Олександр, Снилик Зенон, Федотенко Руслан, Фірцак Іван, Шевчук Таммі